# Incidente del Douglas DC-4 a Cochabamba nel 1960
Il 5 febbraio 1960, un Douglas DC-4 passeggeri della Lloyd Aéreo Boliviano, con una rotta programmata da Cochabamba a La Paz, in Bolivia, si schiantò poco dopo il decollo. Tutte le 59 persone a bordo persero la vita.

## L'incidente
Cinque minuti dopo il decollo dall'aeroporto Jorge Wilstermann di Cochabamba, uno dei quattro motori dell'aereo avrebbe preso fuoco. Successivamente, l'aereo si schiantò in una laguna sulle Ande, a circa 20 miglia da Cochabamba. È stato il peggior incidente aereo nella storia della Bolivia all'epoca. Il pilota era uno degli aviatori più esperti della compagnia aerea, soprattutto sulle montagne della Bolivia.

## Passeggeri
Dei 59 a bordo, un bambino sopravvisse allo schianto iniziale, ma morì a causa delle ferite mentre veniva trasportato in ospedale dai soccorritori. Tra i passeggeri c'erano quattro famiglie.

## Conseguenze
La compagnia aerea cancellò tutti i voli il giorno dell'incidente per lutto. L'incidente fu attribuito a un difetto tecnico.